# Live Parc des Princes Paris
Live Parc des Princes Paris è il secondo DVD live di Mika, registrato il 4 luglio 2008, quando si è esibito in concerto al Parco dei Principi a Parigi, davanti ad oltre 55.000 fan. Il DVD inoltre comprende un documentario sull'idea e la progettazione del concerto. In omaggio vi è anche un video musicale del singolo Lollipop e un'esibizione live di Grace Kelly.

## Tracce

### Live
1. Intro
2. Relax, Take It Easy
3. Big Girl (You Are Beautiful)
4. My Interpretation
5. Billy Brown
6. Holy Johnny
7. Any Other World
8. Ring Ring
9. Stuck in the Middle
10. Rain
11. Just Can't Get Enough
12. Happy Ending
13. Love Today
14. Grace Kelly
15. Animal Play
16. Lollipop
17. Grace Kelly (French Version)
18. Relax, Take It Easy (Ripresa per finire lo spettacolo)

### Extra
1. Making The Parc Des Princes Show - Documentary

### Videoclip
1. Lollipop
2. Grace Kelly (Live from Jools Holland's Hootenan)